# Zubin Potok
Zubin Potok (serbiska: Зубин Поток, albanska: Zubinpotok) är en kommunhuvudort i Kosovo. Den ligger i den nordvästra delen av landet, 50 km nordväst om huvudstaden Prishtina. Zubin Potok ligger 580 meter över havet och antalet invånare är 14 900.
Terrängen runt Zubin Potok är huvudsakligen kuperad, men västerut är den bergig. Zubin Potok ligger nere i en dal. Runt Zubin Potok är det ganska tätbefolkat, med 222 invånare per kvadratkilometer. Närmaste större samhälle är Mitrovicë, 14,8 km öster om Zubin Potok. I omgivningarna runt Zubin Potok växer i huvudsak lövfällande lövskog.